# Cloghernagore Bog and Glenveagh National Park SAC
Cloghernagore Bog and Glenveagh National Park SAC este o arie protejată (sit de importanță comunitară — SCI) din Irlanda întinsă pe o suprafață de 33.416,18 ha, integral pe uscat.

## Localizare
Centrul sitului Cloghernagore Bog and Glenveagh National Park SAC este situat la coordonatele 54°59′57″N 8°04′02″W / 54.9991°N 8.0673°V.

## Înființare
Situl Cloghernagore Bog and Glenveagh National Park SAC a fost declarat sit de importanță comunitară în august 1997 pentru a proteja 11 specii de animale.

## Biodiversitate
Situată în ecoregiunea atlantică, aria protejată conține 9 habitate naturale: Ape oligotrofe din câmpii nisipoase, cu un conținut foarte redus de minerale (Littorelletalia uniflorae), Cursuri de apă de la nivel de câmpie la nivel montan, cu vegetație Ranunculion fluitantis și Callitricho-Batrachion, Pajiști umede nord-atlantice cu Erica tetralix, Pajiști uscate europene, Pajiști alpine și boreale, Pajiști cu Molinia pe soluri calcaroase, turboase sau argilos-nămoloase (Molinion caeruleae), Turbării de acoperire (* exclusiv pentru turbării active), Depresiuni pe substraturi de turbă de Rhynchosporion, Păduri de stejar sesil bătrân cu Ilex și Blechnum în Insulele Britanice.
La baza desemnării sitului se află mai multe specii protejate:
- păsări (8): Anser albifrons flavirostris, șoim de iarnă (Falco columbarius), șoim călător (Falco peregrinus), cufundar mic (Gavia stellata), codroșul de pădure (Phoenicurus phoenicurus), pitulice sfârâitoare (Phylloscopus sibilatrix), ploier auriu (Pluvialis apricaria), mierlă gulerată (Turdus torquatus)
- mamifere (1): vidră de râu (Lutra lutra)
- nevertebrate (1): Margaritifera margaritifera
- pești (1): somonul (Salmo salar)

Pe lângă speciile protejate, pe teritoriul sitului au mai fost identificate 8 specii de plante, 1 specie de păsări, 1 specie de amfibieni, 2 specii de mamifere, 2 specii de nevertebrate, 1 specie de pești, 1 specie de reptile.